# Football Club Lausanne-Sport 2011-2012
Questa voce raccoglie le informazioni riguardanti il Football Club Lausanne-Sport nelle competizioni ufficiali della stagione 2011-2012.

## Stagione
Nella stagione 2011-2012 il Losanna, allenato da Martín Rueda, concluse il campionato di Super League al 7º posto. In Coppa Svizzera il Losanna fu eliminato ai quarti di finale dal Basilea.

## Rosa
| N. |                     | Ruolo | Calciatore          |
| -- | ------------------- | ----- | ------------------- |
| 1  | Svizzera (bandiera) | P     | Anthony Favre       |
| 2  | Marocco (bandiera)  | D     | Abdelouahed Chakhsi |
| 2  | Svizzera (bandiera) | D     | Janick Kamber       |
| 3  | Svizzera (bandiera) | D     | Alexandre Veuthey   |
| 4  | Francia (bandiera)  | C     | Marko Muslin        |
| 6  | Svizzera (bandiera) | D     | Guillaume Katz      |
| 7  | Francia (bandiera)  | A     | Gaël N'Lundulu      |
| 8  | Svizzera (bandiera) | C     | Alexandre Pasche    |
| 9  | Svizzera (bandiera) | A     | Jocelyn Roux        |
| 10 | Spagna (bandiera)   | C     | Néstor Susaeta      |
| 11 | Svizzera (bandiera) | C     | Steven Lang         |
| 12 | Francia (bandiera)  | D     | Ibrahim Tall        |
| 13 | Svizzera (bandiera) | C     | Michel Avanzini     |
| 14 | Italia (bandiera)   | D     | Sébastien Meoli     |
| 15 | Serbia (bandiera)   | A     | Aleksandar Prijović |
| 17 | Guinea (bandiera)   | C     | Thierno Bah         |

| N. |                                 | Ruolo | Calciatore          |
| -- | ------------------------------- | ----- | ------------------- |
| 18 | Svizzera (bandiera)             | P     | Mathieu Débonnaire  |
| 19 | Svizzera (bandiera)             | D     | Numa Lavanchy       |
| 20 | Svizzera (bandiera)             | C     | Nicolas Marazzi     |
| 21 | Svizzera (bandiera)             | D     | Frédéric Page       |
| 22 | Svizzera (bandiera)             | P     | Fabio Coltorti      |
| 24 | Svizzera (bandiera)             | D     | Gabriel Cuénoud     |
| 24 | Francia (bandiera)              | D     | Jérôme Sonnerat     |
| 25 | Costa d'Avorio (bandiera)       | C     | Sekou Junior Sanogo |
| 26 | Tunisia (bandiera)              | C     | Salim Khelifi       |
| 27 | Portogallo (bandiera)           | D     | Nelson Borges       |
| 28 | Svizzera (bandiera)             | C     | Fabio Mendouca      |
| 28 | Bosnia ed Erzegovina (bandiera) | A     | Mehmed Begzadić     |
| 28 | Danimarca (bandiera)            | A     | Emil Lyng           |
| 29 | Rep. del Congo (bandiera)       | A     | Matt Moussilou      |
| 30 | Brasile (bandiera)              | A     | Júnior Negrão       |

## Organigramma societario
Area tecnica
- Allenatore: Martín Rueda
- Allenatore in seconda: Alex Kern
- Preparatore dei portieri: Florent Delay
- Preparatori atletici:

## Calciomercato

### Sessione estiva
| Acquisti | Acquisti            | Acquisti         | Acquisti |
| R.       | Nome                | da               | Modalità |
| -------- | ------------------- | ---------------- | -------- |
| A        | Aleksandar Prijović | Sion             |          |
| A        | Mehmed Begzadić     | Yverdon          |          |
| P        | Fabio Coltorti      | Racing Santander |          |
| P        | Mathieu Débonnaire  | Stade Nyonnais   |          |
| A        | Júnior Negrão       | Beerschot        |          |
| D        | Janick Kamber       | Basilea          |          |
| C        | Steven Lang         | Grasshoppers     |          |
| A        | Emil Lyng           | Nordsjælland     |          |
| A        | Nicolas Marin       | Sion             |          |
| C        | Marko Muslin        | Wil              |          |
| D        | Frédéric Page       | Neuchâtel Xamax  |          |

| Cessioni | Cessioni                  | Cessioni        | Cessioni |
| R.       | Nome                      | a               | Modalità |
| -------- | ------------------------- | --------------- | -------- |
| D        | Baptiste Buntschu         | Stade Nyonnais  |          |
| C        | Abdul Carrupt             | Stade Nyonnais  |          |
| D        | Benoît Bryand             | Stade Nyonnais  |          |
| A        | Sílvio Carlos de Oliveira | Union Berlino   |          |
| D        | Nicolas Gétaz             | Stade Nyonnais  |          |
| D        | Bigambo Rochat            | Neuchâtel Xamax |          |
| C        | Rodrigo Tosi              | Tractor Sazi    |          |
| A        | Martin Steuble            | Wohlen          |          |
| C        | Youssouf Traoré           | Young Boys      |          |

### Sessione invernale
| Acquisti | Acquisti            | Acquisti       | Acquisti |
| R.       | Nome                | da             | Modalità |
| -------- | ------------------- | -------------- | -------- |
| D        | Abdelouahed Chakhsi | Kénitra        |          |
| D        | Ibrahim Tall        | Larissa        |          |
| C        | Sekou Junior Sanogo | Thun           |          |
| C        | Néstor Susaeta      | Rayo Vallecano |          |

| Cessioni | Cessioni      | Cessioni   | Cessioni |
| R.       | Nome          | a          | Modalità |
| -------- | ------------- | ---------- | -------- |
| A        | Nicolas Marin | Dubai Club |          |

## Risultati

### Super League

#### Prima fase, girone di andata
| Arbitro: | Klossner |

|                        |           |  |
| Zuber 56’ Emeghara 82’ | Marcatori |  |

| Arbitro: | Graf |

|  |           |            |
|  | Marcatori | 90’ Puljić |

| Arbitro: | Zimmermann |

|               |           |           |
| Roux 40’, 70’ | Marcatori | 56’ Đurić |

| Arbitro: | Wermelinger |

|                                                    |           |               |
| Yartey 7’ de Azevedo 35’, 43’ Karanović 72’ (rig.) | Marcatori | 17’, 53’ Lang |

| Arbitro: | Amhof |

|                                                           |           |                        |
| Lustrinelli 6’, 63’ Schneuwly 14’ Andrist 46’ Wittwer 87’ | Marcatori | 25’ Lang 48’ Moussilou |

| Arbitro: | Laperrière |

|  |           |                    |
|  | Marcatori | 83’, 88’ Feindouno |

| Arbitro: | Gremaud |

|                          |           |                      |
| Geiger 16’ Arizmendi 61’ | Marcatori | 25’ Marazzi 54’ Roux |

| Arbitro: | Kever |

|  |           |                              |
|  | Marcatori | 7’, 31’ Farnerud 86’ Nuzzolo |

| Arbitro: | Klossner |

|                                                              |           |  |
| Streller 9’ Frei 14’, 27’ (rig.), 73’ Huggel 22’ Shaqiri 52’ | Marcatori |  |

#### Prima fase, girone di ritorno
| Losanna 25 settembre 2011, ore 16:00 CEST 10ª giornata | Losanna | 0 – 0 referto | Servette | Stade Olympique de la Pontaise (7 800 spett.)\| Arbitro: \| Hänni \| |
| Arbitro:                                               | Hänni   |               |          |                                                                      |

| Arbitro: | Bieri |

|               |           |  |
| Obradović 59’ | Marcatori |  |

| Arbitro: | Gremaud |

|                      |           |  |
| Schirinzi 20’ (aut.) | Marcatori |  |

| Arbitro: | Laperrière |

|               |           |  |
| Ianu 48’, 55’ | Marcatori |  |

| Arbitro: | Gremaud |

|                                          |           |               |
| Mayuka 22’, 79’ Farnerud 29’ Lecjaks 72’ | Marcatori | 39’ Moussilou |

| Arbitro: | Wermelinger |

|                   |           |                          |
| Moussilou 7’, 43’ | Marcatori | 13’ Huggel 34’, 65’ Frei |

| Arbitro: | Zimmermann |

|                                                  |           |           |
| Chermiti 10’ Margairaz 45’ Aegerter 65’ Buff 88’ | Marcatori | 44’ Marin |

| Arbitro: | Laperrière |

|            |           |                                    |
| Negrão 74’ | Marcatori | 28’ Sánchez 45’ Arizmendi 82’ Uche |

| Arbitro: | Kever |

|                     |           |              |
| Negrão 5’ Marin 36’ | Marcatori | 64’ Pavlović |

#### Seconda fase, girone di andata
| 4 febbraio 2012, ore CET 19ª giornata | Neuchâtel Xamax | 0 – 0 referto | Losanna |  |

| Arbitro: | Gremaud |

|  |           |                  |
|  | Marcatori | 66’ Frei 87’ Pak |

| Losanna 19 febbraio 2012, ore 16:00 CET 21ª giornata | Losanna     | 0 – 0 referto | Lucerna | Stade Olympique de la Pontaise (4 500 spett.)\| Arbitro: \| Wermelinger \| |
| Arbitro:                                             | Wermelinger |               |         |                                                                            |

| Zurigo 26 febbraio 2012, ore 16:00 CET 22ª giornata | Grasshoppers | 0 – 0 referto | Losanna | Stadio Letzigrund (3 000 spett.)\| Arbitro: \| Hänni \| |
| Arbitro:                                            | Hänni        |               |         |                                                         |

| Losanna 4 marzo 2012, ore 16:00 CET 23ª giornata | Losanna | 0 – 0 referto | Young Boys | Stade Olympique de la Pontaise (5 800 spett.)\| Arbitro: \| Gremaud \| |
| Arbitro:                                         | Gremaud |               |            |                                                                        |

| Arbitro: | Zimmermann |

|  |           |           |
|  | Marcatori | 44’ Nikçi |

| Arbitro: | Klossner |

|                    |           |  |
| Schneuwly 14’, 56’ | Marcatori |  |

| Arbitro: | Graf |

|           |           |  |
| Yerly 73’ | Marcatori |  |

| Arbitro: | Kever |

|                               |           |          |
| Moussilou 14’, 83’ Luccin 78’ | Marcatori | 29’ Pont |

#### Seconda fase, girone di ritorno
| Arbitro: | Wermelinger |

|                        |           |                                   |
| Silberbauer 58’ (rig.) | Marcatori | 21’ Moussilou 42’ Roux 79’ Kamber |

| Arbitro: | Studer |

|          |           |  |
| Lang 45’ | Marcatori |  |

| Arbitro: | Jaccottet |

|                        |           |  |
| Sutter 45’ Kajević 61’ | Marcatori |  |

| Arbitro: | Gremaud |

|                               |           |            |
| Streller 9’ Frei 64’ Zoua 90’ | Marcatori | 20’ Negrão |

| Arbitro: | Hänni |

|          |           |  |
| Roux 14’ | Marcatori |  |

| Ginevra 6 maggio 2012, ore 16:00 CEST 33ª giornata | Servette   | 0 – 0 referto | Losanna | Stade de Genève (10 543 spett.)\| Arbitro: \| Zimmermann \| |
| Arbitro:                                           | Zimmermann |               |         |                                                             |

| Arbitro: | Graf |

|                              |           |                            |
| Stahel 64’ Ferreira 85’, 87’ | Marcatori | 77’ (rig.) Negrão 89’ Roux |

| 20 maggio 2012, ore CEST 35ª giornata | Losanna | 0 – 0 referto | Neuchâtel Xamax |  |

| Arbitro: | Zimmermann |

|                        |           |           |
| Roux 39’ Moussilou 86’ | Marcatori | 19’ Paiva |

### Coppa Svizzera
| 17 settembre 2011, ore 17:00 CEST Primo turno | Collex-Bossy | 1 – 8 | Losanna |  |

| 15 ottobre 2011, ore 16:00 CEST Secondo turno | FC Schattdorf | 0 – 5 | Losanna |  |

| 26 novembre 2011, ore 17:30 CET Ottavi di finale | Bellinzona | 0 – 4 | Losanna |  |

| 21 marzo 2012, ore 19:45 CET Quarti di finale | Basilea | 5 – 2 | Losanna |  |

## Statistiche

### Statistiche di squadra
| Competizione   | Punti | In casa | In casa | In casa | In casa | In casa | In casa | In trasferta | In trasferta | In trasferta | In trasferta | In trasferta | In trasferta | Totale | Totale | Totale | Totale | Totale | Totale | DR  |
| Competizione   | Punti | G       | V       | N       | P       | Gf      | Gs      | G            | V            | N            | P            | Gf           | Gs           | G      | V      | N      | P      | Gf     | Gs     | DR  |
| -------------- | ----- | ------- | ------- | ------- | ------- | ------- | ------- | ------------ | ------------ | ------------ | ------------ | ------------ | ------------ | ------ | ------ | ------ | ------ | ------ | ------ | --- |
| Super League   | 32    | 18      | 7       | 4       | 7       | 15      | 19      | 18           | 1            | 4            | 13           | 14           | 42           | 36     | 8      | 8      | 20     | 29     | 61     | -32 |
| Coppa Svizzera | -     | 0       | 0       | 0       | 0       | 0       | 0       | 4            | 3            | 0            | 1            | 19           | 6            | 4      | 3      | 0      | 1      | 19     | 6      | +13 |
| Totale         | 32    | 18      | 7       | 4       | 7       | 15      | 19      | 22           | 4            | 4            | 14           | 33           | 48           | 40     | 11     | 8      | 21     | 48     | 67     | -19 |

### Andamento in campionato
| Giornata  | 1 | 2 | 3 | 4 | 5 | 6 | 7 | 8 | 9 | 10 | 11 | 12 | 13 | 14 | 15 | 16 | 17 | 18 | 19 | 20 | 21 | 22 | 23 | 24 | 25 | 26 | 27 | 28 | 29 | 30 | 31 | 32 | 33 | 34 | 35 | 36 |
| --------- | - | - | - | - | - | - | - | - | - | -- | -- | -- | -- | -- | -- | -- | -- | -- | -- | -- | -- | -- | -- | -- | -- | -- | -- | -- | -- | -- | -- | -- | -- | -- | -- | -- |
| Luogo     | T | C | C | T | T | C | T | C | T | C  | T  | C  | T  | T  | C  | T  | C  | C  | T  | C  | C  | T  | C  | C  | T  | T  | C  | T  | C  | T  | T  | C  | T  | T  | C  | C  |
| Risultato | P | P | V | P | P | P | N | P | P | N  | P  | V  | P  | P  | P  | P  | P  | V  | N  | P  | N  | N  | N  | P  | P  | P  | V  | V  | V  | P  | P  | V  | N  | P  | N  | V  |
| Posizione | 8 | 8 | 7 | 8 | 8 | 9 | 9 | 9 | 9 | 9  | 9  | 9  | 9  | 9  | 9  | 9  | 9  | 9  | 9  | 9  | 9  | 9  | 9  | 9  | 9  | 9  | 9  | 9  | 9  | 9  | 9  | 8  | 7  | 7  | 7  | 7  |

Legenda:

Luogo: C = Casa; T = Trasferta. Risultato: V = Vittoria; N = Pareggio; P = Sconfitta.

### Statistiche dei giocatori
| M. Avanzini   | 11 | 0 | 4  | 0 |
| T. Bah        | 27 | 0 | 5  | 0 |
| M. Begzadić   | 0  | 0 | 0  | 0 |
| N. Borges     | 1  | 0 | 1  | 0 |
| B. Buntschu   | 0  | 0 | 0  | 0 |
| A. Chakhsi    | 15 | 0 | 5  | 0 |
| F. Coltorti   | 24 | 0 | 2  | 0 |
| G. Cuénoud    | 0  | 0 | 0  | 0 |
| M. Débonnaire | 0  | 0 | 0  | 0 |
| A. Favre      | 11 | 0 | 0  | 0 |
| J. Kamber     | 18 | 1 | 4  | 0 |
| G. Katz       | 20 | 0 | 2  | 0 |
| S. Khelifi    | 20 | 0 | 0  | 0 |
| S. Lang       | 30 | 4 | 10 | 1 |
| N. Lavanchy   | 0  | 0 | 0  | 0 |
| P. Luccin     | 7  | 1 | 4  | 1 |
| E. Lyng       | 5  | 0 | 0  | 0 |
| N. Marazzi    | 30 | 1 | 6  | 0 |
| N. Marin      | 13 | 2 | 2  | 0 |
| F. Mendouca   | 0  | 0 | 0  | 0 |
| S. Meoli      | 27 | 0 | 6  | 0 |
| M. Moussilou  | 27 | 8 | 4  | 0 |
| M. Muslin     | 22 | 0 | 4  | 0 |
| G. N'Lundulu  | 4  | 0 | 2  | 0 |
| J. Negrão     | 20 | 4 | 1  | 0 |
| F. Page       | 22 | 0 | 1  | 1 |
| A. Pasche     | 27 | 0 | 4  | 1 |
| A. Prijović   | 10 | 0 | 0  | 0 |
| J. Roux       | 25 | 7 | 4  | 0 |
| S. Sanogo     | 14 | 0 | 3  | 0 |
| J. Sonnerat   | 28 | 0 | 3  | 1 |
| S. Susaeta    | 6  | 0 | 0  | 0 |
| I. Tall       | 12 | 0 | 4  | 1 |
| A. Veuthey    | 0  | 0 | 0  | 0 |